# غريغ ثاير
غريغ ثاير (بالإنجليزية: Greg Thayer)‏ هو لاعب كرة قاعدة أمريكي، ولد في 23 أكتوبر 1949 في سيدار رابيدز في الولايات المتحدة.

## وصلات خارجية
- غريغ ثاير على موقعبيزبول رفرنس.كوم (الدوري الرئيسي) (الإنجليزية)